# Heliometra glacialis
Heliometra glacialis är en sjöliljeart som först beskrevs av Richard Owen 1833.  Heliometra glacialis ingår i släktet Heliometra och familjen fjäderhårstjärnor.

## Underarter
Arten delas in i följande underarter:
- H. g. maxima
- H. g. glacialis